# صوفي دوارتي
صوفي دوارتي (بالفرنسية: Sophie Duarte)‏ هي منافسة ألعاب القوى فرنسية، ولدت في 31 يوليو 1981 في روديز في فرنسا.

## وصلات خارجية
- صوفي دوارتي على موقع الاتحاد الدولي لألعاب القوى (الإنجليزية)
- صوفي دوارتي على موقع الاتحاد الفرنسي لألعاب القوى (الفرنسية)
- صوفي دوارتي على موقع الدوري الماسي (الإنجليزية)
- صوفي دوارتي على موقع اللجنة الأولمبية الدولية (الإنجليزية)
- صوفي دوارتي على موقع أوليمبيديا (الإنجليزية)
- صوفي دوارتي على موقع اللجنة الأولمبية الفرنسية (مؤرشف) (الفرنسية)